# Opuntia crystalenia
Opuntia crystalenia ist eine Pflanzenart in der Gattung der Opuntien (Opuntia) aus der Familie der Kakteengewächse (Cactaceae). Die Herkunft des Artepithetons crystalenia und dessen Bedeutung sind unbekannt. Möglicherweise stammt es aus dem Lateinischen, bedeutet ‚Kristall‘ und könnte auf die essbaren Früchte der Art verweisen.

## Beschreibung
Opuntia crystalenia wächst baumförmig mit aufrechten Zweigen und erreicht Wuchshöhen von 2 bis 2,5 Meter. Die blaugrünen, im Alter gelblich werdenden, breit verkehrt eiförmigen Triebabschnitte sind bis zu 25 Zentimeter lang und bis zu 18 Zentimeter breit. Die darauf befindlichen pfriemlichen Blattrudimente sind bis zu 4 Millimeter lang. Die Areolen sind nur in den oberen Triebabschnittsteilen bedornt. Die Glochiden sind gelb. Die zwei (selten ein bis vier) abstehenden Dornen sind weiß und 1 bis 1,5 Zentimeter lang.
Die Blüten sind gelb. Die fast kugelförmigen Früchte weisen Durchmesser von 4 bis 4,5 Zentimeter auf.

## Verbreitung und Systematik
Opuntia crystalenia wird im Hochland von Mexiko weit verbreitet kultiviert.
Die Erstbeschreibung erfolgte 1916 durch David Griffiths.

## Nachweise